# Fenili Belasi
Fenili Belasi (I Finî in dialetto bresciano) è l'unica frazione di Capriano del Colle in Provincia di Brescia.
La frazione sorge lungo la strada provinciale IX (detta Quinzanese) alle pendici occidentali del Monte Netto (chiamato anche Colle di Capriano).
In epoca veneta fu una terra esente, cioè un feudo. Probabilmente fu retto brevemente in comune nel Seicento, dato che fu presente nell'Elenco dei comuni del Territorio di Brescia redatto nel 1679, ma non in quello edito nel 1766.